# Вуд-лэйн (станция метро)
«Вуд-лэйн» (англ. Wood Lane) — станция Лондонского метрополитена, расположенная на западе Лондона, на линии Хаммерсмит-энд-Сити. Она была разработана компанией «Иан Ричи Архитектс» и открыта 12 октября 2008 года.
Станция находится между станциями «Лэтимер-роуд» и «Шеффердс Буш Маркет». Относится ко второй тарифной зоне.
Станция с названием «Вуд-лэйн» уже существовала на линии Хаммерсмит-энд-Сити, но была закрыта после пожара 1959 года.

## Иллюстрации

Станция «Вуд-лэйн»
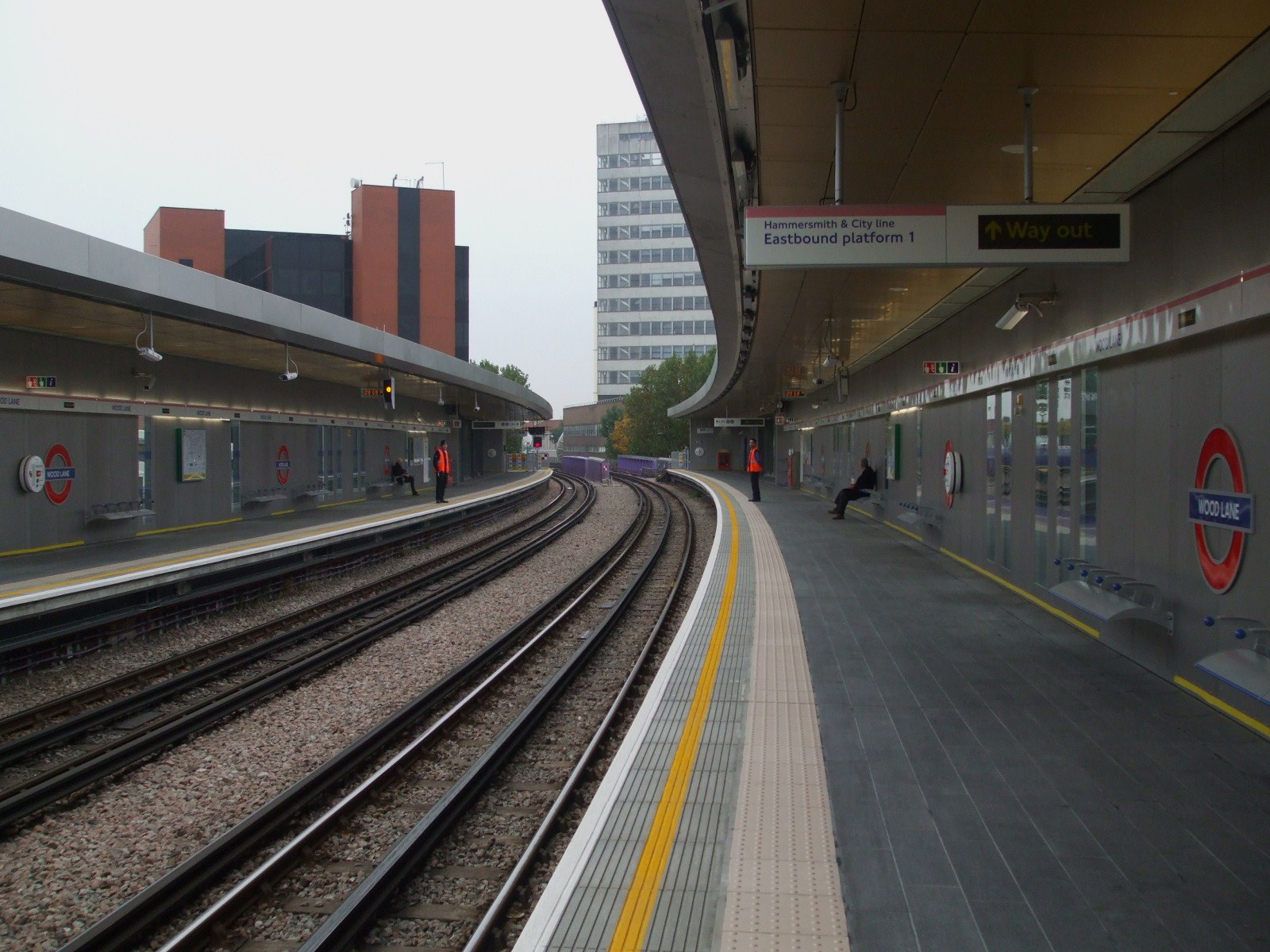
Вид на запад
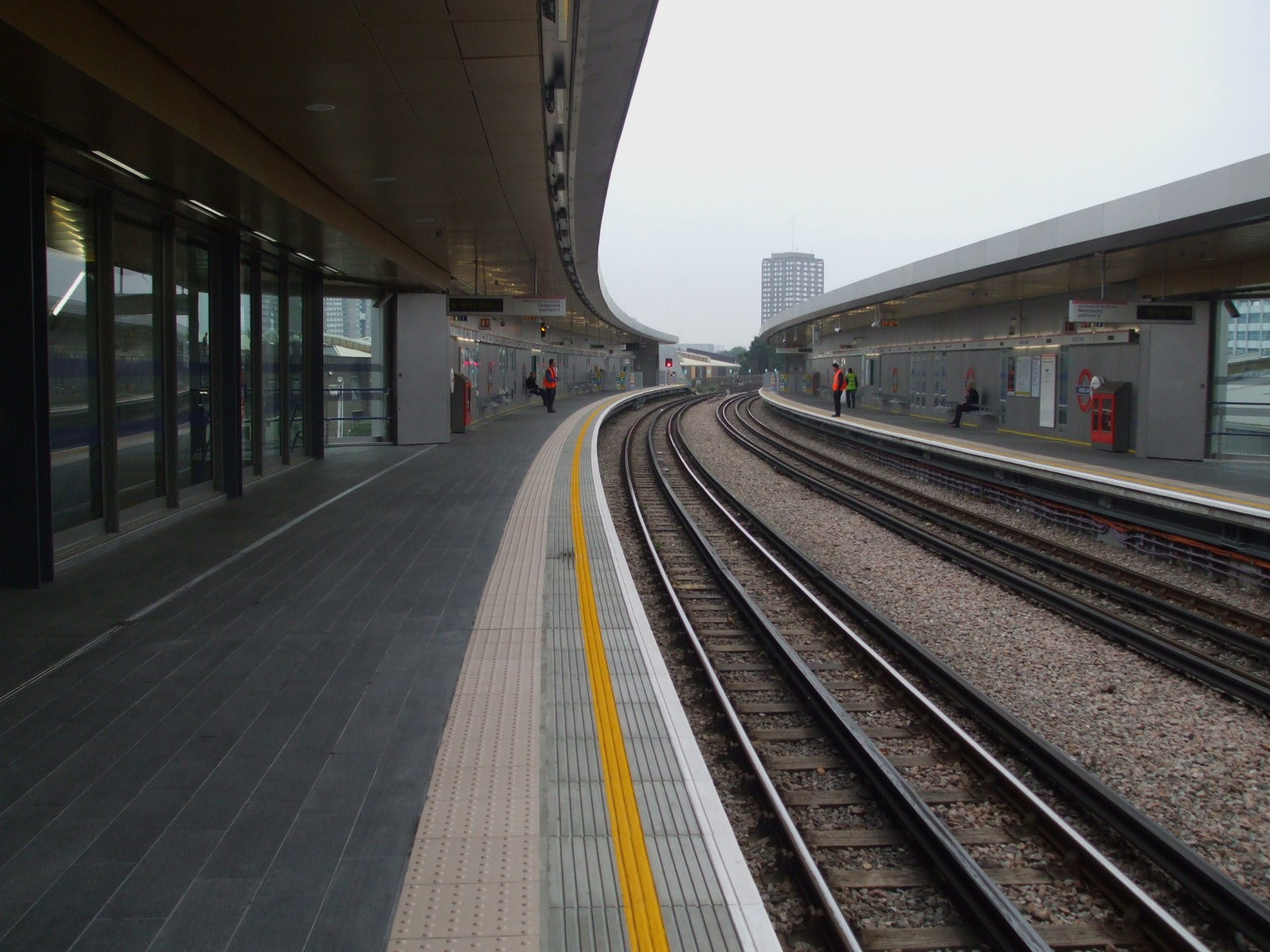
Вид на восток
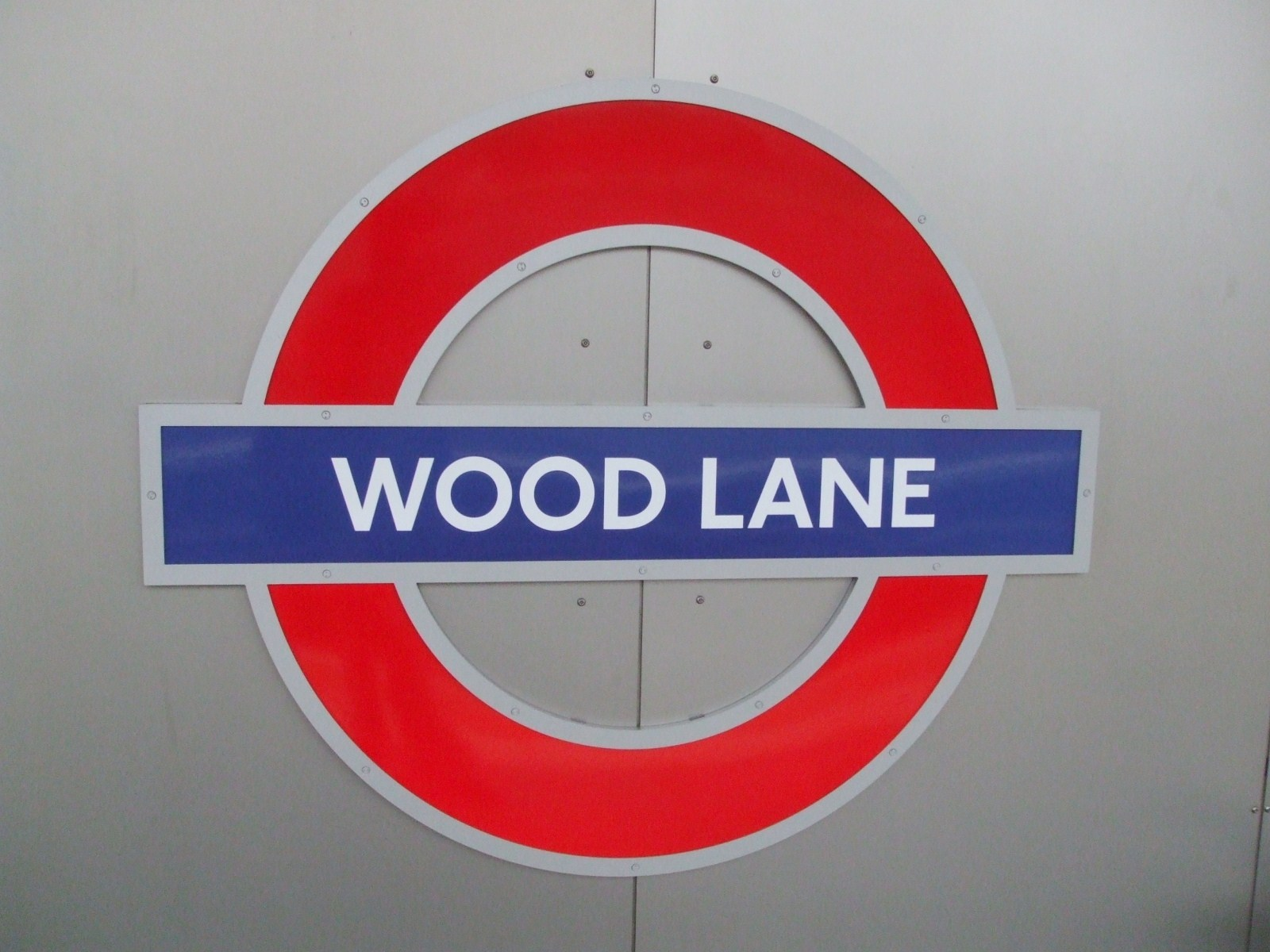
Рондель станции
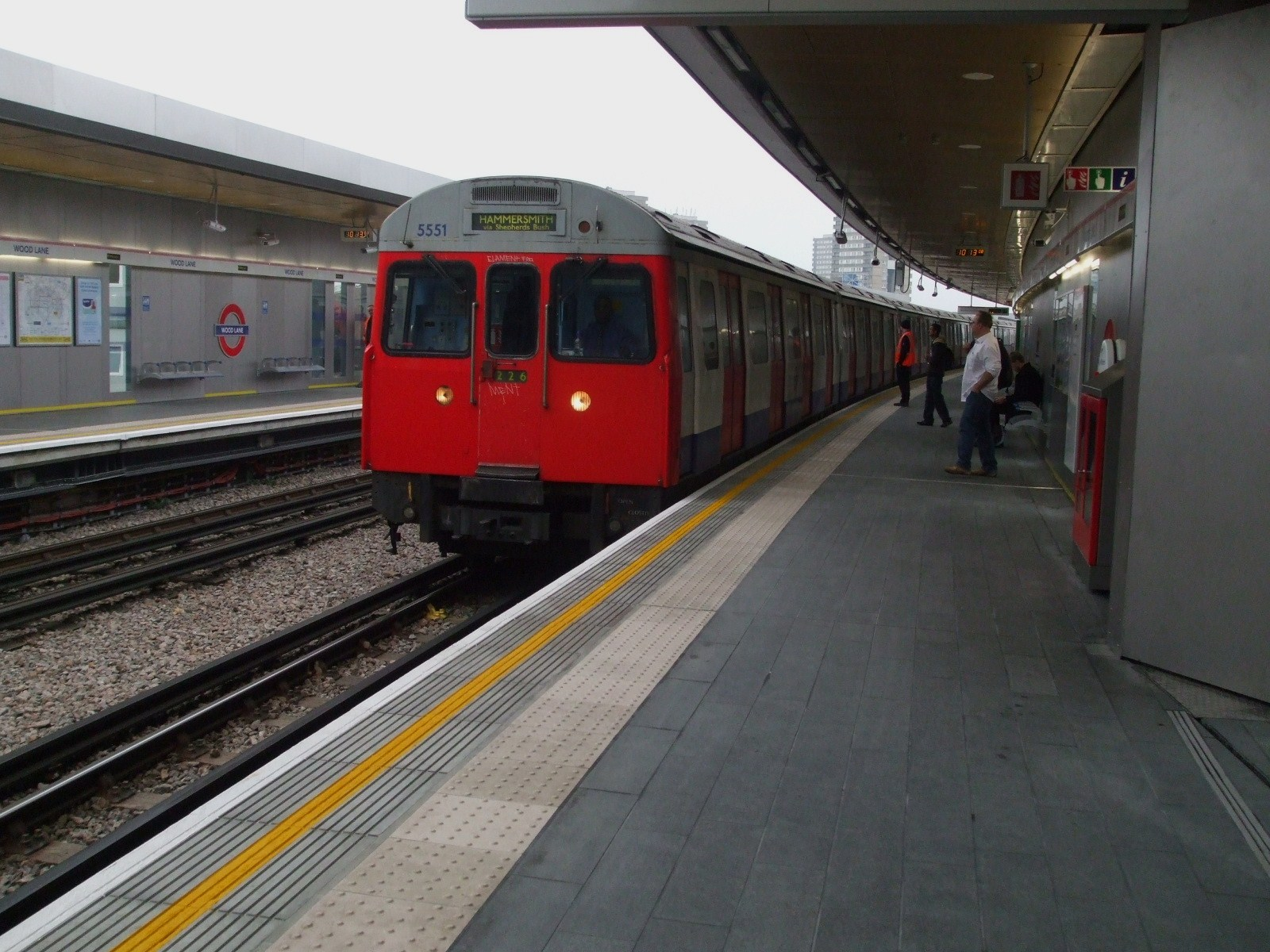
Поезд на платформе